# Alano, o Vermelho

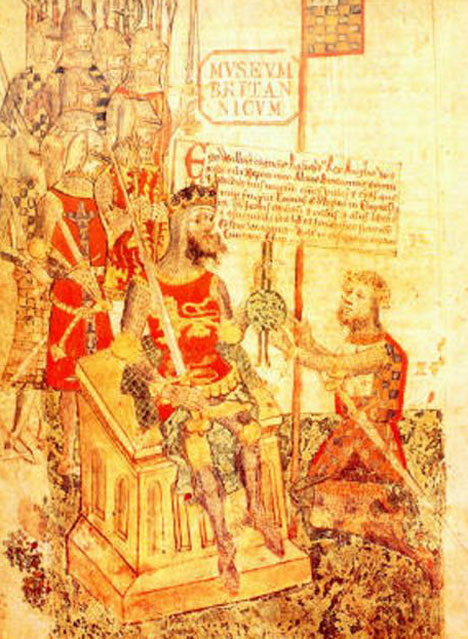
Retrato póstumo de Alano, o Vermelho ajoelhado diante de Guilherme I de Inglaterra

Alano, o Vermelho (em latim: Alanus Rufus; em francês: Alain le Roux; em inglês: Alan, the Red; 1040 -— 1089) foi um provável companheiro de Guilherme, o Conquistador durante a conquista normanda da Inglaterra e, especialmente, durante o Massacre do Norte, no qual conquistou o Castelo de Richmond. Era segundo o filho de Odão de Penthièvre com Inês, filha de Alain Cagnarto da Cornualha, e primo de Guilherme I da Inglaterra.
Mais tarde se tornou conde de Richmond, seguido por seu irmão, Alaim, o Negro, que por sua vez foi sucedido por Estêvão de Tréguier. Seu outro irmão, Brian da Bretanha, foram sucedidas terras da Cornualha, mas abandonou suas propriedades próprias para uma mulher bretã e seu dote. No momento da sua morte, sua riqueza foi observada em £11.000, equivalente a 7% do lucro líquido nacional da Inglaterra. Em 2007, estimava-se que este era o equivalente a £81 bilhões.